# Alex Pietrangelo
Alexander „Alex“ Pietrangelo (* 18. Januar 1990 in King City, Ontario) ist ein kanadischer Eishockeyspieler italienischer Abstammung. Der Verteidiger steht seit Oktober 2020 bei den Vegas Golden Knights in der National Hockey League unter Vertrag. Zuvor verbrachte er zwölf Jahre bei den St. Louis Blues, die ihn im NHL Entry Draft 2008 an vierter Position ausgewählt hatten. Das Team führte er zwischen 2016 und 2020 als Kapitän an und gewann mit ihm in den Playoffs 2019 den Stanley Cup. Diesen Erfolg wiederholte er 2023 mit den Golden Knights. Mit der kanadischen Nationalmannschaft errang er zudem die Goldmedaille bei den Olympischen Winterspielen 2014 sowie beim World Cup of Hockey 2016.

## Karriere

### Jugend
Alex Pietrangelo begann seine Karriere 2005 in der Greater Toronto Hockey League, wo er für die Toronto Junior Canadiens spielte. Vor allem durch seine 13 Tore und 31 Assists konnte er auf sich aufmerksam machen und wechselte im Sommer 2006 in die kanadische Juniorenliga Ontario Hockey League zu den Mississauga IceDogs.
Für die IceDogs war er bereits in seiner Debütsaison eine feste Größe. Er hatte den besten Plus/Minus-Wert der Mannschaft, war punktbester Verteidiger des Teams mit 52 Punkten in 59 Spielen und belegte zudem in der Liga den zweiten Rang in der Scorerliste der Rookie-Verteidiger hinter Michael Del Zotto. In den Playoffs schieden die IceDogs in der ersten Runde aus, als Pietrangelo in vier Spielen ohne Punkt blieb. Am Ende der Saison wurde er in das OHL All-Rookie Team gewählt.
Im Sommer 2007 zog die Mannschaft nach St. Catharines um und erhielt den Namen Niagara IceDogs. Pietrangelo wurde zu Beginn der Saison 2007/08 zu einem der Assistenzkapitäne des Teams ernannt und bestätigte im Laufe des Jahres seine Qualitäten als offensiver Verteidiger mit Stärken im körperlichen Spiel. Erneut war er punktbester Abwehrspieler der IceDogs mit 13 Toren und 40 Assists und wurde zum All-Star Game der OHL eingeladen. Ließ seine Form in den Playoffs des Vorjahrs noch deutlich nach, so konnte er diesmal in der Endrunde an seine guten Leistungen der regulären Saison anknüpfen. Zwar fehlte er verletzungsbedingt in vier Spielen, trotzdem gelangen ihm in sechs Partien fünf Tore und vier Vorlagen, ehe die IceDogs in der zweiten Runde ausschieden.

### NHL

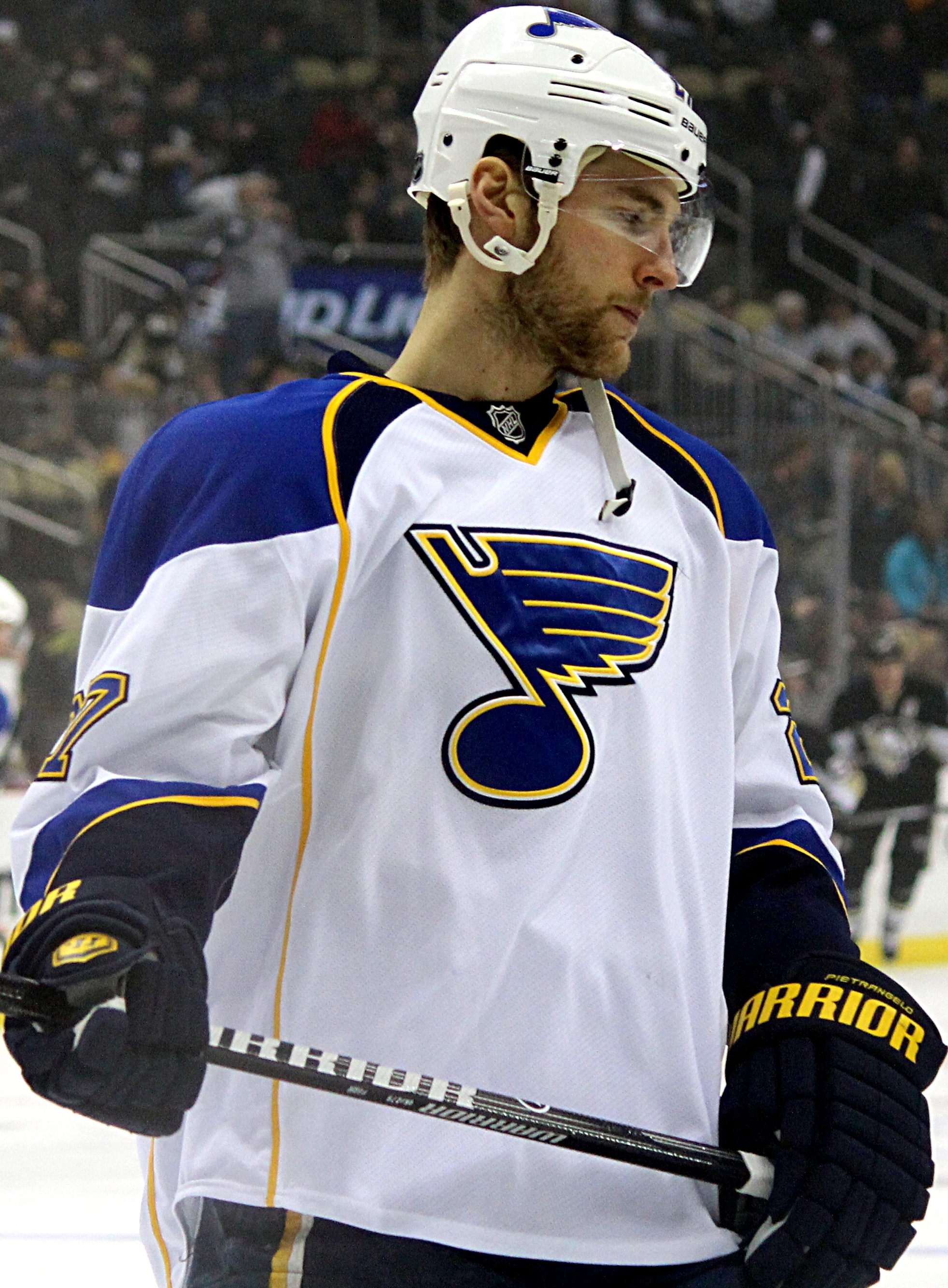
Pietrangelo im Trikot der Blues (2014)

Nachdem Pietrangelo bereits im Laufe der Saison zu den hoffnungsvollsten Talenten seines Jahrgangs gezählt wurde, wählten ihn die St. Louis Blues schließlich im NHL Entry Draft 2008 in der ersten Runde an vierter Stelle aus. Bereits wenige Monate später konnte er sich im Trainingslager der Blues durchsetzen und erhielt einen Stammplatz im NHL-Kader der Mannschaft. Dort verbrachte er bis Mitte November die ersten eineinhalb Monate der Spielzeit 2008/09, ehe er vom Management der Blues zurück in die OHL zu den IceDogs geschickt wurde. Insgesamt bestritt er bis zu diesem Zeitpunkt acht Partien in der NHL, in denen er ein Tor vorbereitete. Pietrangelo beendete die OHL-Saison schließlich in Niagara und gewann zur Jahreswende mit der kanadischen Junioren-Nationalmannschaft WM-Gold, wurde aber zum Ende der AHL-Saison in das Blues-Farmteam Peoria Rivermen beordert, wo er weitere acht Partien im Profibereich absolvierte.
Die Saison 2009/10 begann der Verteidiger abermals bei den St. Louis Blues in der NHL und kam bis Mitte Dezember zu weiteren neun Einsätzen, in denen ihm auch sein erstes Tor gelang. Dann stellten ihn die Blues für die U20-Junioren-Weltmeisterschaft ab, bei der Pietrangelo neben der Silbermedaille auch zahlreiche individuelle Auszeichnungen erhielt. Im Anschluss an die Weltmeisterschaft schickten das Management den Verteidiger zurück zu den Niagara IceDogs in die OHL. Diese transferierten ihn aber umgehend zum Ligakonkurrenten Barrie Colts.
In der Saison 2010/11 etablierte sich Pietrangelo endgültig als Stammspieler bei den St. Louis Blues verpasste in der regulären Saison nur drei Spiele. In der folgenden Saison konnte sich Pietrangelo noch einmal steigern und führte mit knapp 25 Minuten Einsatzzeit pro Spiel und 39 Assists die Statistiken der St. Louis Blues an. Am Ende der Saison wurde er für seine Leistungen ins NHL Second All-Star Team gewählt.
2014 wurde er mit der kanadischen Nationalmannschaft Olympiasieger. Im Vorfeld der Saison 2016/17 wurde Pietrangelo zum neuen Mannschaftskapitän der Blues ernannt und trat somit die Nachfolge von David Backes an. Ferner vertrat er sein Heimatland beim World Cup of Hockey 2016 und gewann mit dem Team auch dort die Goldmedaille.
Mit den Blues gewann Pietrangelo in den Playoffs 2019 den Stanley Cup. Im Folgejahr wurde er erneut ins NHL Second All-Star Team berufen.
Nach zwölf Jahren in St. Louis wurde sein auslaufender Vertrag nach der Spielzeit 2019/20 nicht verlängert, sodass er sich als Free Agent den Vegas Golden Knights anschloss. Dort unterzeichnete er einen neuen Achtjahresvertrag, der ihm ein durchschnittliches Jahresgehalt von 8,8 Millionen US-Dollar einbringen soll. Damit gehörte er zum Zeitpunkt der Unterzeichnung zu den fünf bestbezahlten Abwehrspielern der Liga. Mit den Golden Knights errang er in den Playoffs 2023 seinen zweiten Stanley Cup, den ersten der noch jungen Franchise-Geschichte. Im Februar 2024 bestritt er seine insgesamt 1000. NHL-Partie der regulären Saison.

## Erfolge und Auszeichnungen
| - 2007 OHL First All-Rookie-Team - 2007 OHL All-Academic-Team - 2007 CHL All-Rookie-Team - 2007 OHL Third All-Star-Team - 2008 Teilnahme am CHL Top Prospects Game - 2008 OHL Third All-Star-Team - 2009 OHL Third All-Star-Team - 2010 OHL Third All-Star-Team | - 2012 NHL Second All-Star Team - 2014 NHL Second All-Star Team - 2018 Teilnahme am NHL All-Star Game - 2019 Stanley-Cup-Gewinn mit den St. Louis Blues - 2020 Teilnahme am NHL All-Star Game - 2020 NHL Second All-Star Team - 2022 Teilnahme am NHL All-Star Game - 2023 Stanley-Cup-Gewinn mit den Vegas Golden Knights |

### International
| - 2009 Goldmedaille bei der U20-Junioren-Weltmeisterschaft - 2010 Silbermedaille bei der U20-Junioren-Weltmeisterschaft - 2010 Bester Verteidiger der U20-Junioren-Weltmeisterschaft - 2010 All-Star-Team der U20-Junioren-Weltmeisterschaft | - 2011 Bester Verteidiger der Weltmeisterschaft - 2014 Goldmedaille bei den Olympischen Winterspielen - 2016 Goldmedaille beim World Cup of Hockey |

## Karrierestatistik
Stand: Ende der Saison 2024/25

### International
Vertrat Kanada bei:
| - U20-Junioren-Weltmeisterschaft 2009 - U20-Junioren-Weltmeisterschaft 2010 - Weltmeisterschaft 2011 | - Olympischen Winterspielen 2014 - World Cup of Hockey 2016 |

(Legende zur Spielerstatistik: Sp oder GP = absolvierte Spiele; T oder G = erzielte Tore; V oder A = erzielte Assists; Pkt oder Pts = erzielte Scorerpunkte; SM oder PIM = erhaltene Strafminuten; +/− = Plus/Minus-Bilanz; PP = erzielte Überzahltore; SH = erzielte Unterzahltore; GW = erzielte Siegtore; 1 Play-downs/Relegation; Kursiv: Statistik nicht vollständig)